# Halabiye
Halabiye (în arabă حلبيّة, în latină/greacă: Zenobia, Birtha) este un sit arheologic situat pe malul drept al râului Eufrat în Guvernoratul Deir ez-Zor, Siria. A fost un oraș antic și fost episcopat cunoscut sub numele de Zenobia.
Halabiye a fost fortificată în secolul al -III-lea d.Hr. de Zenobia, regină a Palmyrei, după care situl a fost numit în Antichitate. După revolta ei împotriva Imperiului Roman din 273, Halabiye a fost capturată de romani și ulterior refortificată ca parte a Limes Arabicus, o frontieră defensivă a Siriei romane pentru a proteja regiunea în principal de Persia. Situl ocupă o suprafață de 12 hectarei (30 acri), fiind protejat de ziduri masive ale orașului și de o cetate pe vârful unui deal. Au fost excavate rămășițele a două biserici, un complex de băi publice și două străzi. Toate acestea datează din timpul domniei Împăratului bizantin Iustinian I, care a refortificat orașul în secolul al VI-lea d.Hr.